# Berberis rufescens
Berberis rufescens är en berberisväxtart som beskrevs av Ahrendt. Berberis rufescens ingår i släktet berberisar, och familjen berberisväxter. Inga underarter finns listade i Catalogue of Life.